# میکل انتیا
میکل انتیا (انگلیسی: Mikel Antía؛ زادهٔ ۱۳ فوریهٔ ۱۹۷۳) بازیکن فوتبال اهل اسپانیا است.
از باشگاه‌هایی که در آن بازی کرده‌است می‌توان به باشگاه فوتبال رئال سوسیداد، باشگاه فوتبال نومانسیا، باشگاه فوتبال رئال وایادولید، باشگاه فوتبال رئال مادرید کاستیا، باشگاه فوتبال الچه، باشگاه فوتبال پومفرادینا، و باشگاه فوتبال سلتاویگو اشاره کرد.